# Ekskinn
Ekskinn (Aleurodiscus disciformis) är en svampart som först beskrevs av Augustin Pyrame de Candolle, och fick sitt nu gällande namn av Narcisse Theophile Patouillard 1894. Ekskinn ingår i släktet Aleurodiscus och familjen Stereaceae.  Arten är reproducerande i Sverige. Inga underarter finns listade i Catalogue of Life.

## Bildgalleri

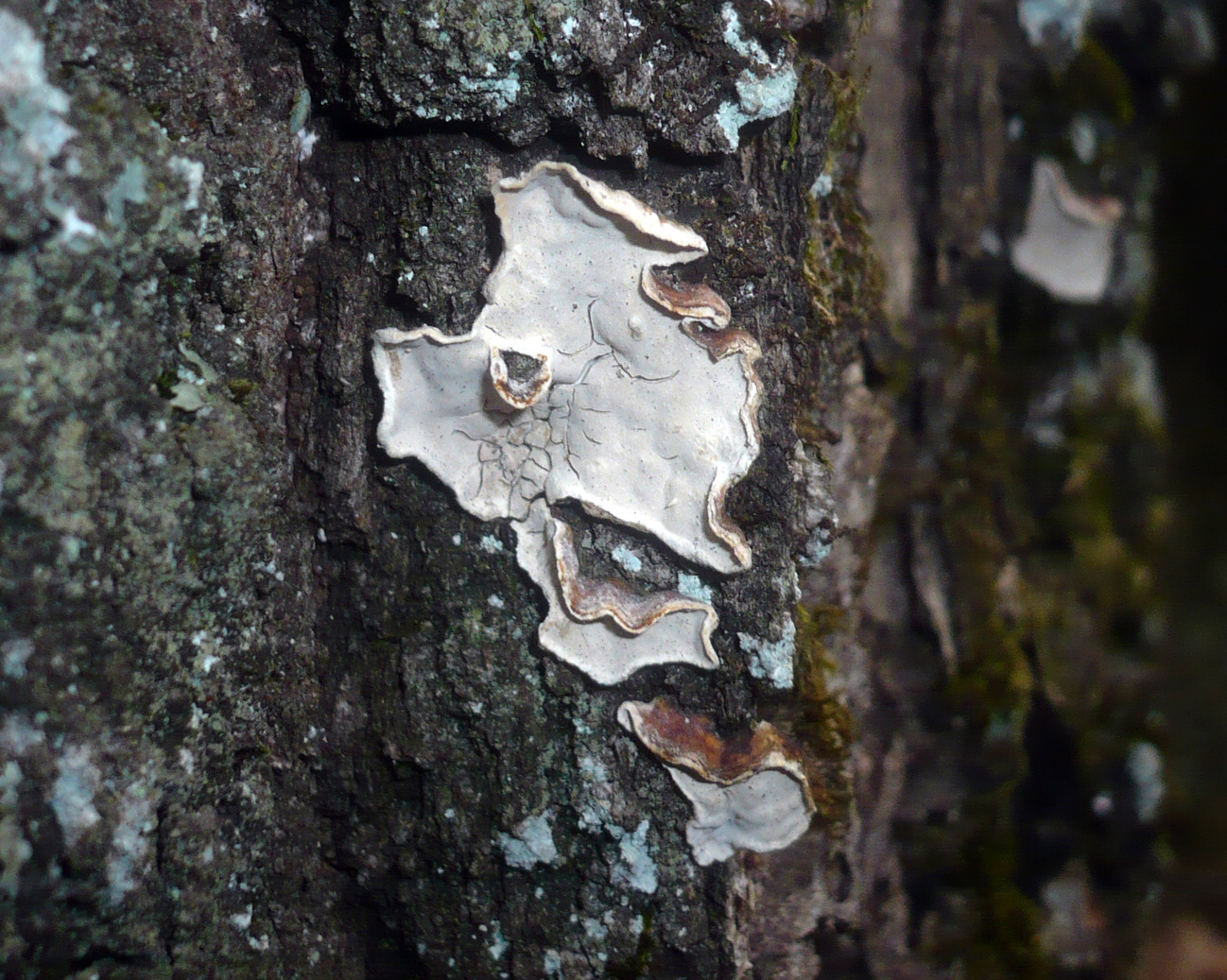